# Форемняк, Малгожата
Малгожата Ирена Форемняк (пол. Małgorzata Irena Foremniak) —  польская актриса театра, кино, радио и телевидения, также актриса озвучивания.

## Биография
Малгожата Форемняк родилась 8 января 1967 года в Радоме. Дебютировала в театре в Лодзи в 1987 году. Актёрское образование получила в Киношколе в Лодзи, которую окончила в 1989 году. Актриса театров в Радоме и Варшаве.

## Избранная фильмография

### актриса
- 1987 — Кингсайз / Kingsajz — девушка на демонстрации моды
- 1995 — Золотое дно — Хелена, фельдшер
- 1996 — Экстрадиция / Ekstradycja 2 — младший комиссар Кулик
- 1999—2012 — В добре и в зле / Na dobre i na złe — врач-анестезиолог Зося Станкевич
- 2001 — Лики смерти / Boże skrawki — Манька
- 2001 — Авалон / Avalon — Эш
- 2001 — Камо грядеши / Quo vadis — Хризотемис
- 2003 — Старинное предание / Stara baśń — жена Попела
- 2009 — Город у моря / Miasto z morza — Хелена
- 2011 — Ох, Кароль 2 / Och, Karol 2 — Ванда
- 2015 — Красный паук / Czerwony pająk — мать Кароля Кремера

### польский дубляж
- Оленёнок Рудольф / Rudolph the Red-Nosed Reindeer: The Movie
- Питер Пэн 2: Возвращение в Нетландию / Return to Never Land
- Покахонтас / Pocahontas